# 伯剌西爾丸
伯剌西爾丸（ぶらじるまる）は、川崎造船所が1919年に竣工した貨物船で、第一大福丸型貨物船の45番船である。川崎汽船、国際汽船、小野商事合名会社、大洋興業と所有者が変わったのち、第二次大戦開戦直前に徴用され、1945年に触雷により沈没した。

## 船歴

### 1942年まで
伯剌西爾丸は、川崎汽船貨物船として、1919年（大正8年）4月10日に川崎重工業神戸造船所で起工し、1919年5月31日に進水、1919年6月20日に竣工する。8月1日、国際汽船へ売却。1933年（昭和8年）3月30日に小野商事合名へ売却。
1941年（昭和16年）10月15日、日本陸軍に徴用され、陸軍船番号526番が付与された。12月18日、リンガエン湾上陸作戦に参加して基隆を出港し、21日にリンガエン湾に到着。
1942年（昭和17年）1月21日、伯剌西爾丸は第2師団輸送に参加して門司を出港し、26日に馬公に到着後、そのままカムラン湾に移動。2月18日1000、カムラン湾を出港し、ジャワ島バンタム湾上陸作戦に参加。4月19日、ラングーンに到着。22日に出港し、28日に昭南に到着した。
9月27日、伯剌西爾丸は伊太利丸（玉井商船、5,858トン）他輸送船2隻と共に沖第二次輸送部隊を編成し、駆逐艦朝潮の護衛で佐伯を出港。10月7日、船団はラバウルに到着した。

### 1943年
1943年（昭和18年）1月5日、伯剌西爾丸は妙高丸（東亜海運、4,103トン）、日龍丸（日産汽船、5,447トン）、くらいど丸（南洋海運、5,497トン）他輸送船1隻とともに第十八号作戦部隊を編成し、護衛の第17駆逐隊（駆逐艦磯風、浜風、谷風、浦風）、駆逐艦舞風の護衛でラバウルを出港する。しかし翌日から船団は空襲を受ける。7日に船団はラエに到着したが、日龍丸が被弾沈没し、妙高丸が被弾して航行不能となったため座礁後、翌8日に再度の空爆で被弾し放棄。10日、空襲で伯剌西爾丸は損傷するも、無事揚陸を終え、船団は12日にラバウルに到着。
16日0730、伯剌西爾丸はくらいど丸、でらごあ丸（日本郵船、7,148トン）、いんであ丸（川崎汽船、5,873トン）他輸送船4隻とともに輸送船団を編成し、第17号掃海艇、第21号掃海艇の護衛でラバウルを出港。16日朝、南緯04度00分 東経151度55分 / 南緯4.000度 東経151.917度の地点付近を航行中、船団は米潜グロウラー(USS Growler, SS-215)に発見される。グロウラーは先頭の輸送船に向けて魚雷を2本発射。うち1本が智福丸（会陽汽船、5,857トン）に命中し、同船は船尾から沈没した。22日、船団はパラオに到着した。4月、大洋興業に売却。
7月15日0930、伯剌西爾丸はサイパン丸（日本郵船、5,532トン）他輸送船3隻とともにオ505船団を編成し、水雷艇鳩、第18号掃海艇、第10号駆潜艇、特設掃海艇第7玉丸（西大洋漁業、275トン）の護衛で佐伯を出港。16日正午、第18号掃海艇、第7玉丸が船団から分離し、第18号掃海艇は佐伯へ、第7玉丸は宿毛湾泊地へ向かった。船団は折りからの台風に翻弄され、低速力で進まざるを得なかった。7月21日午後、北緯16度29分 東経133度57分 / 北緯16.483度 東経133.950度のパラオ北方980キロの地点を航海中、船団は米潜ハダック(USS Haddock, SS-231)に発見される。いずれもが6,000トンを超える大型船であると判断したハダックは、そのうちの3隻を目標に船団の後方から魚雷を6本発射。1本がサイパン丸の船尾に命中。サイパン丸は推進器が脱落してメインマストが折損した。ハダックは次の攻撃目標を4番目の船舶に定め、魚雷を2本発射。間を置かず最初に攻撃した3隻の目標に対しても魚雷を計4本発射。全ての目標に魚雷が命中したものと判断されたが、実際には1238に2本目の魚雷、1245に3本目の魚雷がそれぞれサイパン丸に命中しただけであり、止めを刺されたサイパン丸は船尾から沈没した。反撃もあったが微々たる物であり、ハダックは浮上してスコールの中を追撃したが、やがてオ505船団は彼方に消え去った。24日、船団はパラオに到着。8月24日0700、伯剌西爾丸は民領丸（辰馬汽船、2,193トン）、復興丸（太洋海運、3,835トン）、東豊丸（大連汽船、4,716トン）他輸送船3隻とともにフ407船団を編成し、第46号哨戒艇の護衛でパラオを出港。出港後まもなく、パラオ西水道を通過中に船団は米潜タニー(USS Tunny, SS-282)に発見される。以後、タニーは絶好の攻撃態勢になるまで船団を追跡し続け、8月25日未明、タニーは潜航して船団に接近、北緯09度33分 東経133度42分 / 北緯9.550度 東経133.700度の地点にいたったところで魚雷を5本発射し、すぐに深深度潜航で退避して爆雷攻撃に備え、やがて魚雷の命中音は聞こえたものの戦果は確認できなかった。夜明けごろに潜望鏡深度に戻り、北緯10度01分 東経133度32分 / 北緯10.017度 東経133.533度の地点での二度目の攻撃で7,500トン級輸送船と船団先頭の輸送船に対して魚雷を3本ずつ計6本発射し、5,000トン級輸送船の撃破を報じる。二度の攻撃で第46号哨戒艇はタニーの存在を判断したが、同艦は6発の爆雷を投下していくと、そのまま去っていた。タニーは浅深度で観測したが船団の姿は見えず、タニーは15時間ぶりに浮上して哨戒を続けた。この攻撃による被害はなかった。9月2日、特設捕獲網艇大衆丸（関西汽船、516トン）、特設掃海艇第3拓南丸（日本海洋漁業統制、343トン）、第8拓南丸（日本海洋漁業統制、343トン）、特設駆潜艇大屯丸（日本海洋漁業統制、88トン）、第12日東丸（日東漁業、92トン）が船団に合流。4日、佐伯に到着。
21日、伯剌西爾丸はだかあ丸（日本郵船、7,170トン）、逓信省D型標準貨物船保津川丸（東洋海運、1,925トン）、日泰丸（日産汽船、6,484トン）他輸送船5隻とともにオ209船団を編成し、海防艦壱岐、第34掃海隊（特設掃海艇葵丸（昭和興業、390トン）、甲山丸（神戸桟橋、277トン）、やちよ丸（加藤シゲ、271トン）、第10徳豊丸（元山運輸商事、353トン））、特設掃海艇第3拓南丸の護衛で佐伯を出港。22日に甲山丸と第10徳豊丸が、23日に葵丸、やちよ丸がそれぞれ分離。10月2日、船団はパラオに到着した。13日、伯剌西爾丸はくらいど丸、だかあ丸、ぱしふぃっく丸（玉井商船、5,873トン）他輸送船6隻とともにフ301船団を編成し、第18号掃海艇の護衛でパラオを出港。20日、特設掃海艇葵丸、やちよ丸、第10徳豊丸が船団に合流。22日、船団は佐伯に到着した。
11月13日、伯剌西爾丸は帝雄丸（帝国船舶、5,753トン/旧イタリア貨物船カリニャーノ）、山鶴丸（山下汽船、2,651トン）、広祐丸（広海汽船、5,324トン）他輸送船4隻とともにオ106船団を編成し、護衛艦1隻の護衛で佐伯を出港。26日、船団はパラオに到着。12月2日、帝雄丸、広祐丸、仏蘭西丸（栃木商事、5,864トン）他輸送船3隻とともにソ105船団を編成し、護衛艦1隻の護衛でパラオを出港。9日、仏蘭西丸が船団から分離し、カビエンへ向かった。10日、船団はラバウルに到着。その後伯剌西爾丸はラバウルを出港して、1944年（昭和19年）1月5日にパラオに到着した。

### 1944年
1944年（昭和19年）3月6日、伯剌西爾丸はたすまにあ丸（岡田商船、4,106トン）、朝日山丸（三井船舶、4,550トン）、1D型戦時標準貨物船建日丸（大同海運、1,937トン）他輸送船5隻とともにパタ04船団を編成し、駆逐艦時雨、不知火、第37号駆潜艇、第38号駆潜艇の護衛でパラオを出港。13日1000、船団は高雄に到着。15日1200、伯剌西爾丸はまにら丸（大阪商船、9,519トン）、タンカー橘丸（共同企業、6,539トン）、さんぢゑご丸（三菱汽船、7,268トン）他輸送船18隻とともにタモ11船団を編成し、駆逐艦野風、時雨、第17号掃海艇、第37号駆潜艇、第38号駆潜艇の護衛で高雄を出港。16日1600、電纜敷設船東洋丸（逓信省、3,718トン）、帝興丸（帝国船舶所有/日本郵船運航、15,105トン/旧フランス貨客船ダルタニャン）が船団に合流。21日0430、東洋丸、貨物船萬光丸（日本郵船、4,471トン）他輸送船1隻が船団から分離。22日、船団は門司に到着。
4月21日、伯剌西爾丸は和浦丸（三菱汽船、6,804トン）、2A型戦時標準貨物船天津山丸（三井船舶、6,886トン）、逓信省A型標準貨物船御月丸（板谷商船、6,440トン）等と共に竹一船団を編成し、駆逐艦白露他多数の護衛艦を伴って上海を出港。一路途中寄港地のマニラへ向かった。しかし、26日に米潜ジャック(USS Jack, SS-259)の攻撃で第一吉田丸（山下汽船、5,245トン）が轟沈。その他の船は4月27日 にマニラへと入港した。編成組み換えの後、船団は5月1日にマニラを出港。4日に駆逐艦五月雨を編入して、船団はハルマヘラ島へ向かった。しかし、6日に米潜ガーナード(USS Gurnard, SS-254)の攻撃で亜丁丸（大洋興業、5,825トン）と但馬丸（日本郵船、6,995トン）が撃沈され、天津山丸が行動不能となった後、翌7日未明に止めの魚雷を受けて沈没した。船団はスラウェシ島北端のバンカ泊地へ一旦退避した後、9日1824にハルマヘラ島のワシレに入港した。ここで護衛艦の顔ぶれを変えた船団は13日0355にワシレを出港し、損害なく20日2105にマニラに到着した。
7月19日、伯剌西爾丸は東安丸（朝鮮郵船、2,110トン）、機動艇機動第4号艇、機動第8号艇他輸送船16隻と共にカタ917船団を編成し、水雷艇友鶴、敷設艇新井埼、特設砲艦富津丸（大阪商船、2,933トン）、特設掃海艇第6博多丸（日本海洋漁業統制、262トン）の護衛で鹿児島を出港。同日、山川に寄港し、護衛として特設駆潜艇龍井丸（日本海洋漁業統制、99トン）、特設監視艇有幸丸（日本海洋漁業統制、80トン）を編入し出港。22日、船団は那覇に到着。ここで那覇止まりの輸送船と護衛6隻全てが船団から分離し、護衛として特設掃海艇宝永丸（日本海洋漁業統制、219トン）、特設監視艇第13長運丸（山田吉郎、96トン）、第5大成丸（三鬼太一、95トン）を編入し25日に出港。27日、船団は基隆に到着した。荷役の後、伯剌西爾丸は帰りの鹿児島行きの輸送船団に加わり、鹿児島に戻った。
8月17日、伯剌西爾丸は大星丸（橋谷、2,367トン）、1C型戦時標準貨物船白妙丸（日本郵船、2,812トン）、2A型戦時標準貨物船江差丸（日本郵船、6,923トン）他輸送船19隻とともにカタ717船団を編成し、水雷艇友鶴、第30号海防艦、敷設艇新井埼、怒和島、特設駆潜艇第3拓南丸、第1拓南丸（日本海洋漁業統制、343トン）、特設掃海艇宝永丸、ちとせ丸（加藤マツ、245トン）の護衛で鹿児島を出港。同日、山川に寄港し、護衛として第17号駆潜艇、第18号駆潜艇、特設掃海艇第16昭南丸（日本海洋漁業統制、354トン）を編入し出港。途中、古仁屋行きの輸送船を分離し、19日に船団は那覇に到着。伯剌西爾丸はここで那覇止まりの輸送船と護衛の新井埼、第17号駆潜艇、第18号駆潜艇、第1拓南丸、第3拓南丸、ちとせ丸、宝永丸、第16昭南丸と共に船団から分離し、荷役を行う。
11月30日0900、伯剌西爾丸は2A型戦時標準貨物船江ノ浦丸（日本郵船、6,968トン）、海軍配当船で2AT型戦時応急タンカーの延長丸（日本郵船、6,888トン）、海軍配当船で2AT型戦時応急タンカーの延元丸（日本郵船、6,890トン）等輸送船15隻とともにミ29船団を編成し、駆逐艦朝顔、海防艦生名、干珠、新南、第41号海防艦、第66号海防艦、第28号駆潜艇、第223号駆潜特務艇の護衛で門司を出港。しかし、12月1日深夜、船団は米潜シーデビル(USS Sea Devil, SS-400)にレーダーにより発見される。翌2日0414、北緯30度24分 東経128度17分 / 北緯30.400度 東経128.283度の屋久島西方約150キロ地点付近で、シーデビルは魚雷4本を中型貨物船に向けて発射したものの、命中しなかった。0424、シーデビルは魚雷2本を大型貨物船に向けて発射。40秒後、海軍給糧艦間宮の設計の基となった陸軍輸送船はわい丸（南洋海運、9,467トン）の2番船倉に魚雷1本が命中。魚雷命中により搭載していた弾薬とガソリンが誘爆して大爆発したはわい丸はわずか40秒で沈没した。0429、シーデビルは距離1,200メートルにある大型貨物船に対して、艦尾発射管から4本の魚雷を発射。0430、2AT型戦時応急タンカー安芸川丸（川崎汽船、6,895トン）の4番船倉に第1弾が、その30秒後に3番船倉に第2弾が命中。0520、安芸川丸は4番船倉の被雷部で船体が折損し、0607に沈没した。このとき沈没した輸送船には読売ジャイアンツの名投手、沢村栄治が乗船しており、この12月2日の雷撃で戦死している。『日本商船隊戦時遭難史』によれば、この日に沈没した輸送船は安芸川丸とはわい丸だけであり、沢村はそのどちらかに乗船していたと見られている。はわい丸にはシンガポールへ進出する海上挺進第22戦隊60名、および震洋60隻、陸軍車両50両、弾薬・ドラム缶詰めのガソリン等軍需物資、満州からマニラに進出する第23師団の一部、シンガポールへ進出する海上挺進第22戦隊および同戦隊基地第22大隊将兵、計1843名、船砲隊及び警戒隊計83名、船長以下船員148名、合計2,074名が乗船しており、全員戦死した。安芸川丸でも陸軍高射砲隊409名、便乗者16名、鋼材、開発資材各750トンを乗せており、陸軍兵士244名、警戒隊7名、便乗者1名、船員18名が戦死したほか、救命ボートで脱出して諏訪之瀬島に漂着した生存者79名のうち、2名が死亡した。伯剌西爾丸は自らが投下した爆雷の炸裂により損傷する。船団はシーデビルによる安芸川丸とはわい丸の撃沈で支離滅裂となってしまう。損傷した伯剌西爾丸はそのまま基隆へ向かい、江ノ浦丸は大陸へと向かう。和浦丸と護衛の朝顔、それを追うくらいど丸、1D型戦時標準貨物船第十一星丸（山下汽船、1,944トン）と護衛の生名の2つの小船団は高雄に向かったが、途中空襲を受けて生名が損傷する。3日に和浦丸以下の船団が、6日にくらいど丸以下の船団が高雄に到着した。5日、第61号海防艦、第63号海防艦、第207号海防艦と第31海防隊を編成する。
残った2A型戦時標準貨物船大威丸（大阪商船、6,886トン）ほかの船団は奄美大島古仁屋に移動。その後出港するも、高雄に空襲警報が発令されたため基隆に向かうことになった。しかし間もなく空襲警報解除となり、再び高雄へ向かうこととなった。ところが各船への伝達がうまく行かず、またも船団は分裂。ほとんどが基隆に入港してしまい、10日に延長丸のみが高雄に到着。
12日、伯剌西爾丸は基隆に入港した大威丸以下の船団とともに駆逐艦朝顔の護衛で基隆を出港。14日に高雄に到着し、ミ29船団は同地で運航打切りとなった。伯剌西爾丸は修理の後高雄を出港し、サンフェルナンドに移動した。同地で鴨緑丸（大阪商船、7,362トン）の生存捕虜1000名以上を江ノ浦丸と共に収容する。27日午後、2隻は駆逐艦呉竹の護衛でサンフェルナンドを出港。この時、サンフェルナンドにいた駆逐艦朝顔の乗員が帽子を振って呉竹の出港を見送ったという。30日、船団はバシー海峡で米潜レザーバック(USS Razorback, SS-394)に発見される。レザーバックの雷撃で呉竹が被雷し撃沈されたが、船団に被害はなく、無事高雄に到着した。

### 1945年-沈没
2隻に乗船した捕虜のうち、イギリス人とオランダ人のグループが伯剌西爾丸から江ノ浦丸に移されたが、のちにはほかの捕虜も全員江ノ浦丸に移されることとなった。その間にも捕虜の死亡は相次ぎ、1945年（昭和20年）1月1日から4日までの間に伯剌西爾丸で5名、江ノ浦丸で4名の捕虜が亡くなり、6日にも伯剌西爾丸乗船中の捕虜のうち10名が亡くなった。1月9日1100、高雄は第38任務部隊艦載機の空襲を受ける。この空襲で江ノ浦丸が1番船倉付近に爆弾が直撃するなどして大破し、少なくとも252名が死亡した。同船は12日の空襲で再度被弾し沈没した。残った捕虜は450名が伯剌西爾丸に収容され、残りは高雄に上陸した。14日、伯剌西爾丸は捕虜の他、袋詰めの貨物12袋、砂糖100袋を積み、めるぼるん丸（大阪商船、5,438トン）、大威丸、大郁丸（大阪商船、6,886トン）他輸送船3隻とともにタモ37船団を編成し、駆逐艦朝顔、海防艦屋代、第1号海防艦、第36号海防艦、第134号海防艦、第21号掃海艇の護衛で高雄を出港。16日、2TL型戦時標準タンカー大邦丸（飯野海運、10,045トン）が機関故障を起こした。同日、第130号海防艦が加入。17日0500、伯剌西爾丸は機関故障を起こす。さらに大邦丸と衝突事故を起こした大威丸を曳航したため、機関に過負荷がかかることになった。18日、復旧した大威丸、大邦丸が屋代、第36号海防艦と共に船団から分離。19日1900、船団は泗礁山泊地に到着する。伯剌西爾丸は同地で船団から分離し、機関の修理を受ける。22日0530、大邦丸以下の船団が泗礁山泊地に到着。船団はそのままタモ37B船団となり、修理を終えた伯剌西爾丸はこの船団に編入。船団は同日1400に出港。24日、馬路海に到着。25日に出港し、同日麗水に到着。26日に出港し、同日鎮海に到着。28日0500に出港し、29日0400に六連に到着した。門司で伯剌西爾丸から降ろされた捕虜は九州、朝鮮半島、満州に分散され、3か月以内に100名以上が獄死、一説には福岡県内の5つの捕虜収容所で500名以上 が獄死したとされた。
2月28日、伯剌西爾丸は陸軍兵士370名、砂糖3,000トンを搭載して、寿山丸（大連汽船、3,943トン）他輸送船2隻とともにタモ46船団を編成し、第60号駆潜艇の護衛で基隆を出港。同日、東犬島西南沖に仮泊。3月1日に出港し、同日馬祖山に到着。3日に出港し、4日に泗礁山泊地に到着。5日に出港し、9日に六連に到着した。
5月12日、神戸和田岬燈台沖2Km地点付近（北緯34度39分58秒 東経135度12分00秒 / 北緯34.666度 東経135.2度）で触雷して沈没した。
同日、壱岐島沖で智利丸（山下汽船、5,860トン）も空爆で撃沈され、2隻の沈没を最後に日本に残った第一大福丸型貨物船は姿を消した。